# Mans kvinna (film)
Mans kvinna är en svensk dramafilm från 1945 i regi av Gunnar Skoglund.

## Handling
Märit är gift med den äldre bonden Påvel men trivs inte i sitt äktenskap som inte är så passionerat. Hon dras istället mer och mer till bonden Håkan.

## Om filmen
Filmen hade Sverigepremiär i Stockholm den 5 februari 1945. Filmen är baserad på romanen/pjäsen Mans kvinna av Vilhelm Moberg. SVT har visat filmen flera gånger.

## Rollista i urval
- Edvin Adolphson - Håkan Ingelsson
- Birgit Tengroth - Märit
- Holger Löwenadler - Påvel, hennes man
- Erik Berglund - Herman
- Gudrun Brost - Elin, hushållerska
- Aurore Palmgren - äldre kvinna
- Carl Deurell - äldre man
- Torsten Hillberg - länsman